# Aureillac
Aureillac ist eine ehemalige französische Gemeinde im Département Gard. Heute gehört sie zur Gemeinde Arpaillargues-et-Aureillac.

## Geografie
Arpaillargues ist ein Weiler der Gemeinde Arpaillargues-et-Aureillac und befindet sich westlich von Uzès an der Kreuzung von D982 und D120. 

## Geschichte
Nach der Französischen Revolution bildete der Ort zunächst eine selbstständige Gemeinde mit dem Code Insee 30014. Diese gehörte zuerst zum Kanton Montaren und zum Arrondissement Uzès. 1801 wurde sie in den Kanton Uzès eingegliedert. Durch die Vereinigung mit Arpaillargues im Jahr 1813 erhielt die neue Gemeinde den Namen Arpaillargues-et-Aureillac.
Bevölkerungsentwicklung:
| Jahr      | 1793 | 1800 | 1806 |
| Einwohner | 74   | 60   | 96   |

## Sehenswürdigkeiten
- Ehemalige romanische Wehrkirche Saint-Pierre, zum Wohnhaus umgebaut